# Kostel Nanebevzetí Panny Marie (Neděliště)
Kostel Nanebevzetí Panny Marie je barokní kostel v obci Neděliště.

## Historie
První písemná zmínka o kostele ve vsi pochází již z roku 1124 (nebo 1142). Ve 14. století se jednalo o farní kostel. V roce 1555 prošel původní kostel renesanční přestavbou od pardubického stavitele Václava Všetečky. Nápis na zdi kostela uvádí „Tento chrám boží a svatý dokonán v sobotu na den svaté památky Mistra Jana Husa z Husince, skrze pomoc Pána Boha všemohoucího k jeho cti a chvále svaté, leta páně narození Pána Ježíše Krista 1555 od urozeného pana Hamzy Bořka ze Zabědovic a urozené paní Elišky z Chlumu, manželky téhož Bořka ze Zabědovic“.
Další přestavbou prošel kostel v roce 1701, kdy byl barokně upraven a rozšířen. V roce 1729 nechal Karel Dobřenský z Dobřenic postavit novou zvonici a rozšířit presbytář, v jehož podlaze jsou zasazeny figurální a erbovní náhrobníky ze 17. a 18. století. V roce 1913 se přestalo pohřbívat na hřbitově u kostela a byl zřízen hřbitov nový. Hřbitov byl do dnešní podoby upraven v roce 1932, kdy byla zbourána kostnice a nalezené kosterní pozůstatky pietně uloženy v jiné části hřbitova.
Během první světové války zrekvírovány tři zvony z let 1583, 1634 a 1737. Jako jediný válečným rekvizicím unikl umíráček. Po první světové válce byl nákladem obce a veřejné sbírky zakoupen zvon s reliéfem svatého Václava od firmy Jana Bělohoubka z hradeckého Pražského Předměstí. Oba zbývající zvony padly za oběť druhoválečným rekvizicím v březnu 1942.
V roce 1958 získal kostel památkovou ochranu. V letech 2011 až 2014 proběhla celková rekonstrukce kostela.

## Popis
Jedná se o orientovaný jednolodní barokní kostel na pozemku hřbitova, obehnaný ohradní zdí se dvěma branami. Krypta nedělišťského kostela sloužila jako rodová hrobka majitelů panství, byl zde pohřben i Karel Dobřenský z Dobřenic.